# Aricidea pisanoi
Aricidea pisanoi är en ringmaskart som beskrevs av Montiel och Hilbig 2004. Aricidea pisanoi ingår i släktet Aricidea och familjen Paraonidae. Inga underarter finns listade i Catalogue of Life.